# Клопотниця (річка)
Клопотниця (пол. Kłopotnica) — гірська річка в Польщі, у Ясельському повіті Підкарпатського воєводства на Лемківщині. Ліва притока Вислоки, (басейн Балтійського моря).

## Опис
Довжина річки 14 км, найкоротша відстань між витоком і гирлом — 10,08  км, коефіцієнт звивистості річки — 1,4 . Формується багатьма безіменними гірськими потоками. Річка тече у Низьких Бескидах.

## Розташування
Бере початок на північно-східних схилах гори Вонтової (846 м) на висоті приблизно 780 м над рівнем моря. Спочатку тече на північний захід, далі на північний схід через села Фолюш, Перегримку, Завадку-Осецьку і на південній стороні від Заленже впадає у річку Вислоку, праву притоку Вісли.

## Цікаві факти
- У верхів'ї річку перетинають туристичні шляхи, яки на мапі туристичній значаться зеленим, жовтим та чорним кольором[3].
- У селі Фолюш на правому березі річки розташований пам'ятник природи Камінь Диявола[3].